# Révérien Rurangwa
Révérien Rurangwa-Muzigura (né le 3 juin 1978)  est un écrivain rwandais et suisse francophone. 

## Biographie
En avril 1994, lors du génocide des Tutsi au Rwanda par Les Hutus, Révérien Rurangwa, grièvement blessé, est le seul rescapé d'une famille de 44 personnes.
En 1996, de retour au Rwanda pour tenter de retrouver d’éventuels survivants de sa famille, il apprend que ses agresseurs, qu'il avait dénoncés auprès de la justice, sont toujours en liberté. Il reçoit plusieurs menaces de mort et est agressé dans la rue. Il s'est vu refuser ses nombreuses demandes d'asile auprès des autorités suisses.
Il a publié, en avril 2006, le livre, Génocidé, aux Presses de la Renaissance.
L'ouvrage a été traduit en suédois et japonais.

## Œuvres
- 2006, Génocidé, Presses de la Renaissance[3] et J'ai Lu (5 octobre 2007), 187 pages.

## À noter
- Dans la série Saison 10 des Experts, Épisode 225 : La fureur de vivre, est tiré de son histoire.